# Berthold Litzmann
Berthold Litzmann, född 18 april 1857, död 14 oktober 1926, var en tysk litteraturvetare.
Litzmann var 1885-1892 professor i Jena, 1892-1921 i Bonn. Han har bland annat författat Das Drama in den literarischen Bewegungen der Gegenwart (1894, supplement 1912), Goethes Lyrik (1903), Goethes Faust (1904), Ibsens Dramen (1904), Ernst v. Wildenbruch (2 band, 1913-16), memoarerna Im alten Deutschland (1923) samt var redaktör för Theatergeschichtliche Forschungen (33 band, 1891-1922).